# Палица (богослужебное облачение)

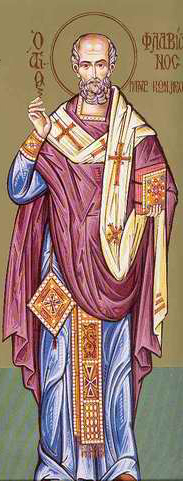
Палица на иконе патриарха Флавиана (V век)

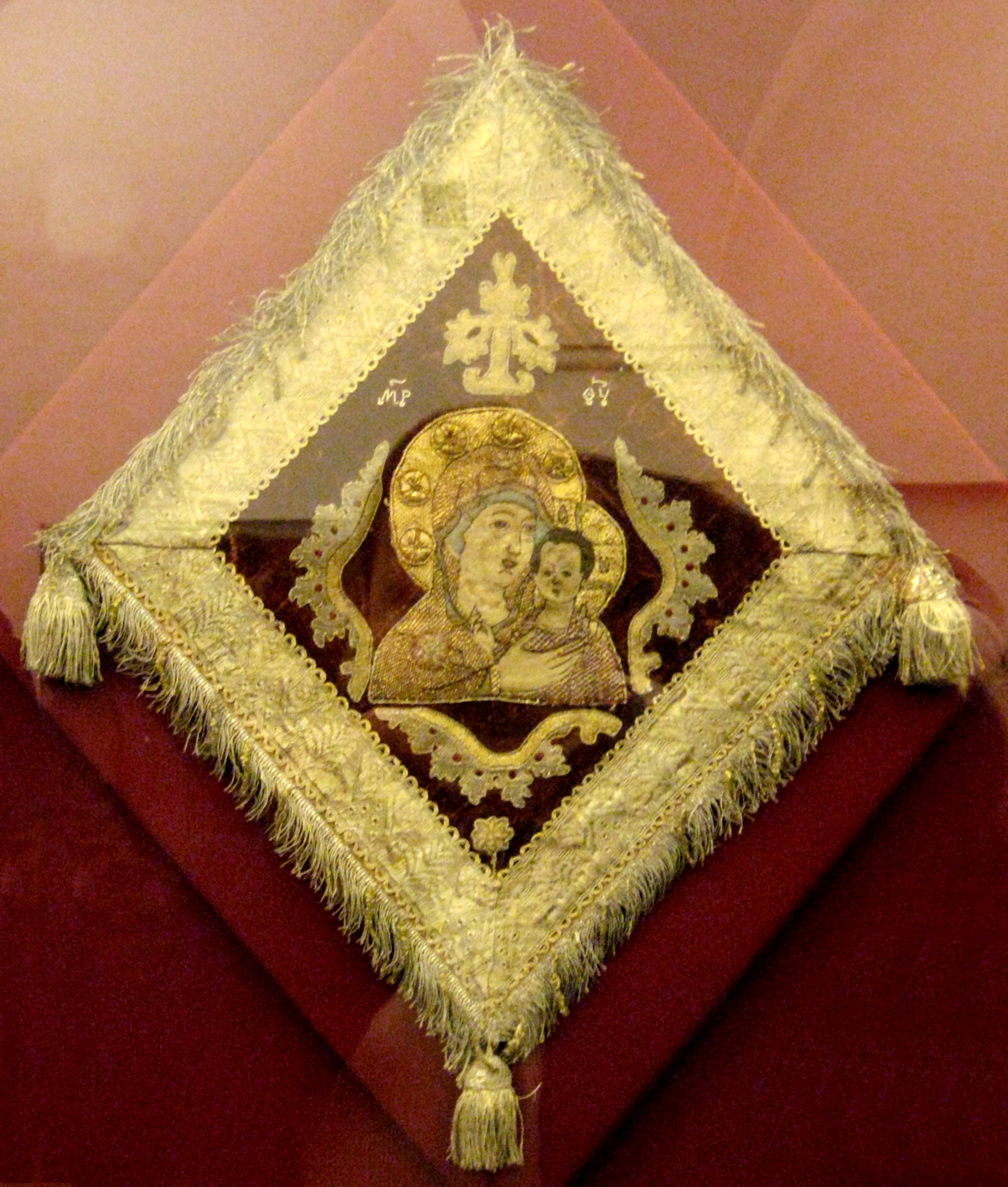
Палица, шитье 1560-х годов, мастерская княгини Ефросиньи Старицкой

Па́лица (греч. ἐπιγονάτιον) — принадлежность полного богослужебного облачения епископа, архимандрита, протопресвитера, а также награждённого ею священника. Представляет собой ромбовидный плат с изображением креста посередине, одним углом прикрепленный к ленте, носится с правой стороны (набедренник в этом случае перевешивается на левый бок).
В древности палица была составной частью только епископского облачения, потом в греческой и русской церквах она была усвоена и архимандритам и протопресвитерам (с XVI века). С XVIII века как награду её могут получить игумен и протоиерей.
В символическом значении палица, как и набедренник, имеет тот же смысл духовного меча, то есть Слова Божьего, которым всегда должен быть вооружён пастырь. Но по сравнению с набедренником палица принадлежит к более высокому уровню, так как символизирует ещё и край полотенца, которым Иисус Христос отирал ноги ученикам.
В старообрядческих согласиях (Новозыбковское, Белокриницкое, Керженское) используется только палица без набедренника и является отличительным знаком епископа, архимандрита или протопопа.